# هیروشی سکو
هیروشی سکو (انگلیسی: Hiroshi Seko؛ زادهٔ) فیلم‌نامه‌نویس اهل ژاپن است. وی از سال ۲۰۰۵ میلادی تاکنون مشغول فعالیت بوده‌است.